# Hnilec
Hnilec (ungarsk: Gölnic), tysk: Göllnitz ) er en flod i Slovakiet . Dens kilde ligger ved Kráľova hoľa- bjerget, de Nedre Tatras. Den løber ud i Hornád nær Margecany. Dæmningen Palcmanská Maša ligger ved floden nær byen Dobšiná. Af interessante steder langs floden kna nævnes Dobšiná Ishulen og det Slovakiske Paradis. Den er 91 kilometer lang og dens afvandingsområde er 655 km².